# Silutitan
Silutitan sinensis is een plantenetende sauropode dinosauriër, behorende tot de Titanosauriformes, die tijdens het vroege Krijt leefde in het gebied van de huidige Volksrepubliek China.

## Vondst en naamgeving
In 2016 werd bij Hami in Xinjiang een kaak van de pterosauriër Hamipterus opgegraven. Bij de kaak werd een verrassende vondst gedaan van sauropode halswervels. Dinosauriërs zijn zeldzaam in deze aardlagen.

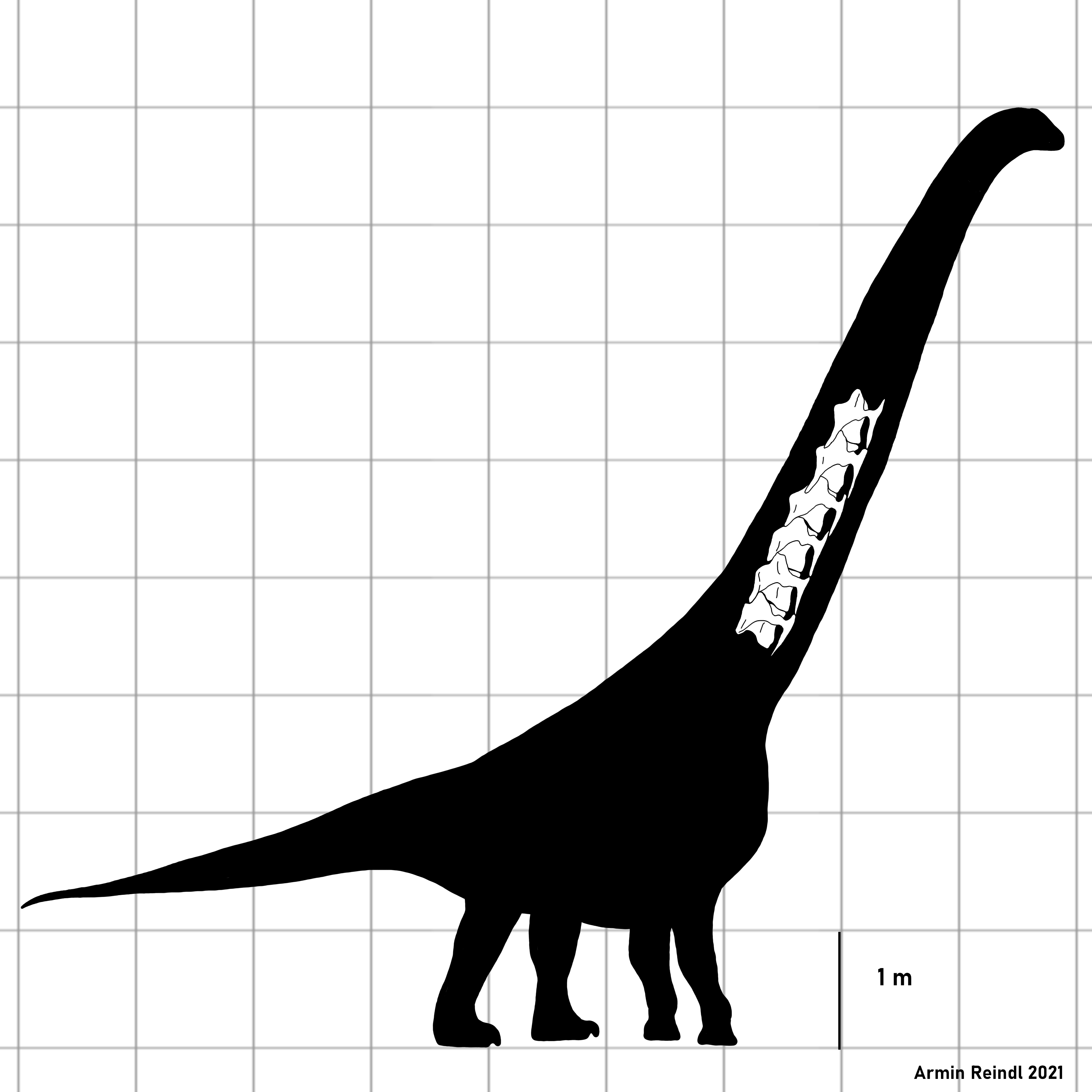
De bewaarde resten

In 2021 werd de typesoort Silutitan sinensis benoemd en beschreven door Wang Xiaolin, Kamila L.N. Bandeira, Qiu Rui, Jiang Shunxing, Cheng Xin Cheng, Ma Yingxia en Alexander Wilhelm Armin Kellner. De geslachtsnaam combineert een verwijzing naar de Silu, de Zijdeweg met het Grieks Titaan, een lid van een geslacht van reuzen. De soortaanduiding verwijst naar de herkomst uit China. De naam werd gepubliceerd in een elektronisch tijdschrift. Voor de geldigheid ervan zijn dus Life Science Identifiers nodig. Deze zijn A38DB31D-9375-4D85-A34F-3B099FA19DEF voor het geslacht en 5486C746-C883-4B9C-BEFB-F711AA122710 voor de soort.
Het holotype, IVPP V27874, is gevonden in een laag van de Shengjinkouformatie die dateert uit het Onder-Krijt. Het bestaat uit een aaneengesloten reeks van zes achterste halswervels, vermoedelijk de tiende tot en met vijftiende. Op dezelfde locatie werd ook een reeks sauropode staartwervels aangetroffen en sauropode sacrale wervels. Hoewel het in principe om dezelfde soort zou kunnen gaan, werden de staartwervels in 2021 benoemd als de aparte soort Hamititan omdat ze geen overlappend materiaal bevatten en ze in een fylogenetische analyse op een andere positie in de stamboom uitvielen.

## Beschrijving

### Grootte en ondesrscheidende kenmerken
De reeks wervels van het holotype wijzen op een grote sauropode waarvan de lichaamslengte in 2021 op ruim twintig meter werd geschat.
De beschrijvers wisten in 2021 enkele onderscheidende kenmerken vast te stellen. Vier daarvan zijn autapomorfieën, unieke afgeleide eigenschappen. Bij middelste en achterste halswervels is de richel tussen het achterste gewrichtsuitsteeksel en het zijuitsteeksel aan de onderste buitenzijde gevorkt. De vier achterste halswervels hebben achterste richels op de onderzijde van het zijuitsteeksel die aan de voorzijde gevorkt zijn. De richel tussen de diapofyse, het voorste gewrichtsfacet, en het zijuitsteeksel heeft goed ontwikkelde beenplaten aan de onderzijde. Bij de middelste en achterste halswervels is het raakvlak tussen de diapofyse en de ribkop beperkt van omvang op de voorste en achterste facetten.
Verder is er een unieke combinatie van op zich niet unieke kenmerken. De halswervels hebben goed ontwikkelde epipofysen, uitsteeksels op de bases van de achterste gewrichtsuitsteeksels. De richels tussen de voorste gewrichtsuitsteeksels en de zijuitsteeksels steken naar voren uit. De pneumatische uithollingen op de zijden hebben aan de voorkant een beperkte omvang. De wervelbogen tonen twee uithollingen begrensd door de richels tussen de epipofysen en de voorste gewrichtsuitsteeksels. De doornuitsteeksels zijn van voor naar achter versmald.

### Skelet
Bij de halswervels lijken de centra breder te zijn dan hoog. Ze hebben intern sponsachtig bot. De pleurocoelen zijn vrij klein en vormen liggende ovelaen met een spitse punt aan de voorzijde. Ze liggen onder het niveau van de parapofysen. Het uitsteeksel van de parapofyse is aan de bovenzijde uitgehold en is naar beenden gericht. Richels tussen de preapofysen en de zijuitsteeksels lopen in de lengterichting langs de onderzijde van het wervellichaam. Deze richels vormen hele beenplaten die echter niet tot aan de achterrand doorlopen. De wervelbogen zijn, behalve bij de laatste wervel, laag en smal in zijaanzicht.
De voorste gewrichtsuitsteeksels zijn groot maar hebben dunne richels richting de zijuitsteeksels. Die richels lopen naar voren uit vanuit de richting van de epipofysen, beenplaten vormend die sommige onderzoekers "pre-epipofysen" noemen. Die bereiken de gewrichtsfacetten. Er loopt ook een directe horintale richel van de epipofyse naar het voorste gewrichtsuitsteeksel. Deze verdeelt de holte tussen het doornuitsteeksel en het zijuitsteeksel in tweeën, een bovenste en onderste fossa vormend als bij Euhelopus.
De zijuitsteeksels zijn kort, zijwaarts gericht en naar beneden gebogen. De diapofyse heeft niet alleen aan de voorzijde een beperkt facet, zoals bij meerdere verwanten, maar ook aan de achterzijde. De achterste richel op het onderste zijuitsteeksel is verticaal gericht en onderaan, dicht bij de parapofyse, diep gevorkt. De uitholling tussen zijuitsteeksel en achterste gewrichtsuitsteeksel is slechts matig diep maar wordt duidelijk begrnsd door opstaande richels, de lamina postzygodiapophysealis en lamina lcentrodiapophysealis posterior.

## Fylogenie
Als de halswervels apart in fylogenetische gegevensbestanden werden ingevoerd, vielen ze in een kladistische analyse basaal uit in de Somphospondyli als zustersoort van Euhelopus. Werden ze met de staartwervels gecombineerd tot een enkele Operational Taxonomic Unit dan veranderde de positie niet. Maar als die apart werden ingevoerd dan viel deze Hamititan veel afgeleider uit in de Titanosauria. Het gaat dus of om twee taxa, de een basaler, de ander meer afgeleid, of om een enkel taxon met een meer afgeleide staartbasis die echter niet zo modern is dat de positie erdoor verandert. Deze mogelijkheid is een eenvoudiger verklaring die ook beter past bij de geologische ouderdom.